# Diocesi di Ipil
La diocesi di Ipil (in latino Dioecesis Ipilensis) è una sede della Chiesa cattolica nelle Filippine suffraganea dell'arcidiocesi di Zamboanga. Nel 2023 contava 582.608 battezzati su 776.811 abitanti. È retta dal vescovo Glenn Montebon Corsiga.

## Territorio
La diocesi comprende per intero la provincia filippina di Zamboanga Sibugay e 3 municipalità della provincia di Zamboanga del Sur: Bayog, Kumalarang e Lakewood.
Sede vescovile è la città di Ipil, dove si trova la cattedrale di San Giuseppe Lavoratore.
Il territorio si estende su 4.850 km² ed è suddiviso in 26 parrocchie.

## Storia
La prelatura territoriale di Ipil fu eretta il 24 dicembre 1979 con la bolla Rerum usu docti di papa Giovanni Paolo II, ricavandone il territorio dall'arcidiocesi di Zamboanga.
Il 1º gennaio 1995 cedette il comune di Margosatubig alla diocesi di Pagadian. 
Il 1º maggio 2010 la prelatura territoriale è stata elevata a diocesi con la bolla Quandoquidem Praelatura di papa Benedetto XVI.

## Cronotassi dei vescovi
Si omettono i periodi di sede vacante non superiori ai 2 anni o non storicamente accertati.
- Federico Ocampo Escaler, S.I. † (23 febbraio 1980 - 28 giugno 1997 ritirato)
- Antonio Javellana Ledesma, S.I. (28 giugno 1997 succeduto - 4 marzo 2006 nominato arcivescovo di Cagayan de Oro)
- Julius Sullan Tonel (30 giugno 2007 - 25 aprile 2023 nominato arcivescovo di Zamboanga)
- Glenn Montebon Corsiga, dal 14 aprile 2025

## Statistiche
La diocesi nel 2023 su una popolazione di 776.811 persone contava 582.608 battezzati, corrispondenti al 75,0% del totale.
| anno | popolazione | popolazione | popolazione | presbiteri | presbiteri | presbiteri | presbiteri                | diaconi | religiosi | religiosi | parrocchie |
| anno | battezzati  | totale      | %           | numero     | secolari   | regolari   | battezzati per presbitero | diaconi | uomini    | donne     | parrocchie |
| ---- | ----------- | ----------- | ----------- | ---------- | ---------- | ---------- | ------------------------- | ------- | --------- | --------- | ---------- |
| 1980 | 228.354     | 332.375     | 68,7        | 14         |            | 14         | 16.311                    |         |           | 10        | 9          |
| 1990 | 521.000     | 633.000     | 82,3        | 33         | 10         | 23         | 15.787                    |         | 24        | 54        | 17         |
| 1999 | 353.000     | 512.745     | 68,8        | 33         | 9          | 24         | 10.696                    | 2       | 26        | 26        | 19         |
| 2000 | 353.000     | 512.745     | 68,8        | 32         | 17         | 15         | 11.031                    |         | 15        | 26        | 19         |
| 2001 | 384.581     | 564.730     | 68,1        | 34         | 21         | 13         | 11.311                    |         | 14        | 29        | 19         |
| 2002 | 384.581     | 564.730     | 68,1        | 36         | 18         | 18         | 10.682                    |         | 19        | 25        | 19         |
| 2003 | 384.581     | 564.730     | 68,1        | 31         | 15         | 16         | 12.405                    |         | 17        | 26        | 19         |
| 2004 | 392.989     | 598.768     | 65,6        | 32         | 16         | 16         | 12.280                    |         | 18        | 31        | 19         |
| 2013 | 462.000     | 704.000     | 65,6        | 39         | 21         | 18         | 11.846                    |         | 18        | 33        | 22         |
| 2016 | 538.512     | 674.000     | 79,9        | 43         | 25         | 18         | 12.523                    |         | 20        | 37        | 22         |
| 2019 | 545.692     | 727.589     | 75,0        | 52         | 34         | 18         | 10.494                    |         | 19        | 36        | 24         |
| 2021 | 563.847     | 751.797     | 75,0        | 46         | 29         | 17         | 12.257                    |         | 18        | 33        | 25         |
| 2023 | 582.608     | 776.811     | 75,0        | 48         | 32         | 16         | 12.137                    | 2       | 16        | 30        | 26         |